# 32
 Тази статия е за 32-рата година от новата ера.  За числото 32 вижте 32 (число).  За други значения вижте 32 (пояснение).
32 (тридесет и втора) година е високосна година, започваща във вторник по юлианския календар.

## Събития

### В Римската империя
- Деветнайсета година от принципата на Тиберий Юлий Цезар Август (14 – 37 г.).
- Гней Домиций Ахенобарб и Луций Арунций Камил Скрибониан – са консули.
- Авъл Вителий e суфектконсул.
- Авъл Авилий Флак е назначен за префект на Египет.[1]
- Осветен е храмът на Бел в Палмира.[2]

## Родени
- Бан Гу, китайски историк († 92)
- 28 април – Отон, римски император († 69)

## Починали
- Антония Старша – (* 39 пр.н.е.), дъщеря на Марк Антоний и Октавия Младша, баба на император Нерон
- Луций Калпурний Пизон Понтифекс – римски политик (* 48 пр.н.е.)
- Касий Север – римски оратор
- Децим Хатерий Агрипа – римски политик
- Луций Калпурний Бибул – римски политик